# Есенсай
Есенса́й (каз. Есенсай) — село в Акжаикском районе Западно-Казахстанской области Казахстана. Административный центр Есенсайского сельского округа. Код КАТО — 273249100.

## Население
В 1999 году население села составляло 1615 человек (809 мужчин и 806 женщин). По данным переписи 2009 года, в селе проживало 1390 человек (709 мужчин и 681 женщина).